# Trophonia pilosa
Trophonia pilosa is een borstelworm uit de familie Flabelligeridae.
De soort werd in 1869 voor het eerst beschreven door Michael Sars.